# TCDD E52500 sorozat
A TCDD E52500 sorozat  egy török 25 kV 50 Hz-es váltakozó áramú, Bo'Bo' tengelyelrendezésű villamosmozdony-sorozat.  A TCDD üzemelteti.  Összesen 22 db készült belőle 1967-ben. A mozdonyok megegyeznek a HŽ 1141 sorozattal.

## Története
A mozdonyokat 1967-ben gyártották eredetileg a Jugoszláv Vasutaknak. Az első ötven mozdony 1998-ban érkezett meg Törökországba, később követte 1999-ben további öt, majd 2004-ben még kettő.